# بيرت هيلنجر
بيرت هيلنجر (بالألمانية: Bert Hellinger)‏ (و. 1925 – 2019 م) هو كاتب، وتربوي، ومعالج نفسي ألماني، ولد في لايمن، توفي عن عمر يناهز 94 عاماً.

## التعليم
تعلم في جامعة فورتسبورغ
.

## روابط خارجية
- بيرت هيلنجر على موقع مونزينجر (الألمانية)